# لستر پریری (مینه‌سوتا)
لستر پریری، مینه‌سوتا (به انگلیسی: Lester Prairie, Minnesota) یک شهر در ایالات متحده آمریکا است که در شهرستان مک‌لئود، مینه‌سوتا واقع شده‌است.

## خصوصیات
لستر پریری ۲٫۲۳ کیلومترمربع مساحت و ۱٬۷۳۰ نفر جمعیت دارد و ۲۹۹ متر بالاتر از سطح دریا واقع شده‌است.